# Polská rallye

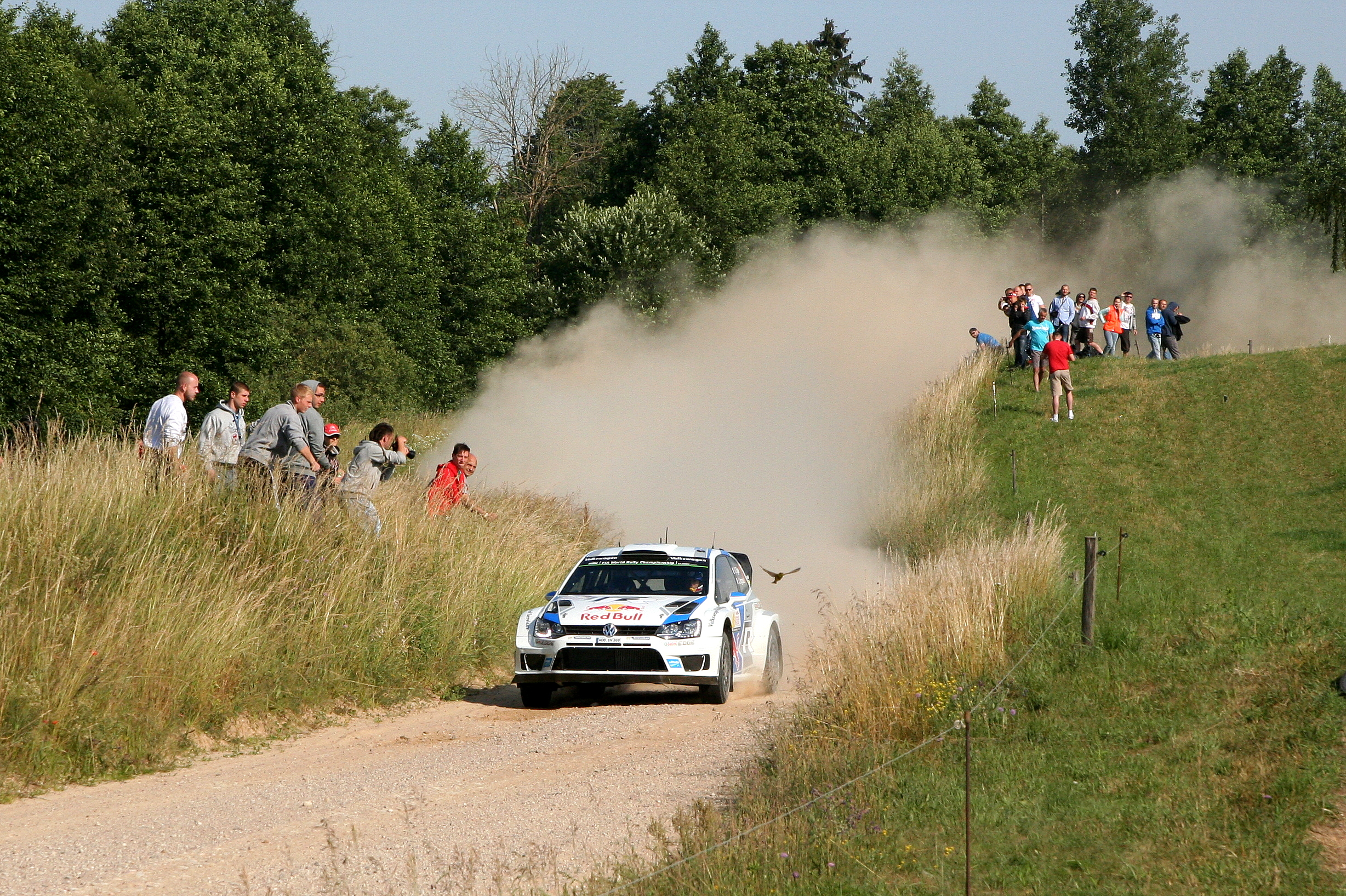
Vítěz 71. ročníku Polské rallye Francouz Sébastien Ogier s voze Volkswagen Polo R WRC

Polská rallye (polsky Rajd Polski) je soutěžní rallye, která je součástí Mistrovství světa rallye a v některých letech byla v kalendáři Polského mistrovství, Mistrovství Evropy a mistrovství Litvy. Polská rallye se koná od roku 1921 a je po slavné Rally Monte Carlo druhou nejstarší rallye na světě. Je také největší a nejprestižnější událostí motosportu v Polsku.

## Vítězové z minulých let
| Rok  | Název rallye                               | Vítěz                                      | Spolujezdec                                | Vůz                                        | Kategorie                                  |
| ---- | ------------------------------------------ | ------------------------------------------ | ------------------------------------------ | ------------------------------------------ | ------------------------------------------ |
| 2003 | 60. Rajd Polski                            | Miguel Campos                              | Carlos Magalhães                           | Peugeot 206 WRC                            | ERC, RMSP                                  |
| 2004 | 61. Rajd Polski                            | Luca Pedersoli                             | Daniele Vernuccio                          | Peugeot 306 Maxi Kit Car                   | ERC, RMSP                                  |
| 2005 | 62. Rajd Polski                            | Krzysztof Hołowczyc                        | Łukasz Kurzeja                             | Subaru Impreza STi N11                     | ERC, RMSP                                  |
| 2006 | 63. Rajd Polski                            | Leszek Kuzaj                               | Maciej Szczepaniak                         | Subaru Impreza STi N12                     | ERC, RMSP                                  |
| 2007 | 64. Rajd Polski                            | Oscar Svedlund                             | Björn Nilsson                              | Subaru Impreza STi N12                     | ERC, RMSP                                  |
| 2008 | 65. Rajd Polski                            | Michał Bębenek                             | Grzegorz Bębenek                           | Mitsubishi Lancer Evo IX                   | ERC, RMSP                                  |
| 2009 | 66. Rajd Polski                            | Mikko Hirvonen                             | Jarmo Lehtinen                             | Ford Focus RS WRC 09                       | WRC                                        |
| 2010 | 67. Rajd Polski                            | Kajetan Kajetanowicz                       | Jarosław Baran                             | Subaru Impreza STi R4                      | ERC, RMSP                                  |
| 2011 | 68. Rajd Polski                            | Kajetan Kajetanowicz                       | Jarosław Baran                             | Subaru Impreza STi R4                      | ERC, RMSP                                  |
| 2012 | 69. Rajd Polski                            | Esapekka Lappi                             | Janne Ferm                                 | Škoda Fabia S2000                          | ERC, RMSP                                  |
| 2013 | 70. Rajd Polski                            | Kajetan Kajetanowicz                       | Jarosław Baran                             | Ford Fiesta R5                             | ERC, RMSP, LRČ                             |
| 2014 | 71. Rajd Polski                            | Sébastien Ogier                            | Julien Igrassia                            | Volkswagen Polo R WRC                      | WRC                                        |
| 2015 | 72. Rajd Polski                            | Sébastien Ogier                            | Julien Igrassia                            | Volkswagen Polo R WRC                      | WRC                                        |
| 2016 | 73. Rajd Polski                            | Andreas Mikkelsen                          | Anders Jæger                               | Volkswagen Polo R WRC                      | WRC                                        |
| 2017 | 74. Rajd Polski                            | Thierry Neuville                           | Nicolas Gilsoul                            | Hyundai i20 Coupe WRC                      | WRC                                        |
| 2018 | 75. Rajd Polski                            | Nikolaj Grjazin                            | Jaroslav Fjodorov                          | Škoda Fabia R5                             | ERC, RSMP                                  |
| 2019 | 76. Rajd Polski                            | Alexej Lukjaňuk                            | Alexej Arnautov                            | Citroën C3 R5                              | ERC, RSMP                                  |
| 2020 | Rallye zrušena z důvodu pandemie covidu-19 | Rallye zrušena z důvodu pandemie covidu-19 | Rallye zrušena z důvodu pandemie covidu-19 | Rallye zrušena z důvodu pandemie covidu-19 | Rallye zrušena z důvodu pandemie covidu-19 |
| 2021 | 77. Rajd Polski                            | Alexej Lukjaňuk                            | Alexej Arnautov                            | Citroën C3 Rally2                          | ERC, RSMP                                  |
| 2024 | 80. Rajd Polski                            | Kalle Rovanperä                            | Jonne Halttunen                            | Toyota GR Yaris Rally1                     | WRC                                        |